# Manfred von Brauchitsch
Manfred Georg Rudolf von Brauchitsch, född den 15 augusti 1905 i Hamburg, död den 5 februari 2003 i Gräfenwarth, utanför Schleiz, var en tysk racerförare. Han var brorson till fältmarskalk Walther von Brauchitsch.

## Karriär
Familjen von Brauchitsch var gammal preussisk militäradel och unge Manfred förväntades göra karriär i den tyska armén, men efter en motorcykelolycka 1927 avskrevs han som invalid. Under konvalescensen fick han prova sin kusins Mercedes-Benz SS och bestämde sig för att bli racerförare. von Brauchitsch fick sitt genombrott när han vann Avusrennen 1932 och från säsongen 1934 ingick han i Mercedes-Benz fabriksstall.
von Brauchitsch vann sin första tävling som fabriksförare, Eifelrennen 1934, men därefter var det tunnsått med framgångarna. Hans benägenhet att krascha eller av andra orsaker bryta i slutet av tävlingar, ofta i ledningen eller på annan framskjuten plats, gav honom smeknamnet ”Olycksfågeln”. Andra påpekade att von Brauchitsch ”otur” snarare berodde på hans körstil och vana att ge 100 procent hela tiden, där en mer taktiskt lagd förare hade slagit av på farten och bevakat sin position. von Brauchitsch var känd för sin arrogans, bland annat gentemot förarkollegan Hermann Lang som kom från enkla förhållanden och som börjat sin karriär i Mercedes-stallet som mekaniker. von Brauchitsch kanske främsta seger kom i Monacos Grand Prix 1937 efter en tuff kamp med Mercedes-kollegan Rudolf Caracciola och i direkt trots mot stallchefen Alfred Neubauers order.
von Brauchitsch tillbringade andra världskriget bakom ett skrivbord, eftersom hans skador diskvalificerade honom från aktiv tjänst. Efter krigsslutet emigrerade han till Argentina, där han skapade konflikter och han var snart tillbaka i Västtyskland igen.  von Brauchitsch deltog i olika sportevenemang i östzonen, vilket ledde till slut till att han arresterades, anklagad för högförräderi. 1955 släpptes han mot borgen och flydde omgående till DDR. Där utsågs han till ansvarig för landets motorsportsorganisation. Senare blev han ledare för rörelsen för att främja de olympiska idealen, ett arbete som belönades med Internationella olympiska kommitténs högsta utmärkelse.
von Brauchitsch deltog från mitten av 1980-talet i olika arrangemang anordnade av hans forna arbetsgivare Mercedes-Benz och efter Hermann Langs död var han den siste överlevande föraren från Silverpilarnas tid.